# Baskenland-Rundfahrt 2003
Die 60. Baskenland-Rundfahrt war ein Rad-Etappenrennen, das vom 7. bis 11. April 2003 stattfand. Das Rennen wurde über vier Etappen, eine Halbetappe und ein Einzelzeitfahren ausgetragen.

## Etappen
| Etappe    | Tag       | Start – Ziel            | km  | Etappensieger      |
| --------- | --------- | ----------------------- | --- | ------------------ |
| 1. Etappe | 7. April  | Legazpia – Legazpia     | 129 | Iban Mayo          |
| 2. Etappe | 8. April  | Legazpia – Plentzia     | 158 | Angel Vicioso      |
| 3. Etappe | 9. April  | Plentzia – Gasteiz      | 191 | Alejandro Valverde |
| 4. Etappe | 10. April | Gasteiz – Doneztebe     | 191 | Marco Pinotti      |
| 5a Etappe | 11. April | Doneztebe – Hondarribia | 091 | Iban Mayo          |
| 5b Etappe | 11. April | Hondarribia (EZF)       | 013 | Iban Mayo          |